# Tempera
Tempera eller temperamaleri (malen a tempera eller en détrempe, af latin temperare, blande, dæmpe) kaldes den fremgangsmåde, malerne før oliemaleriets opfindelse i begyndelsen af 15. århundrede (og ofte en rum tid efter) benyttede ved fremstilling af staffelibilleder på træ eller anden malegrund, undertiden også på mur i stedet for freskomaleri. Tempera har nærmest karakteren af et maleri, der er udført med dækkende, mat optørrende vandfarver (gouache), og teknikken er da også nærmest som ved denne art af maleri. Temperafarverne rives i vand, og som bindemiddel benyttes blandt andet æggeblomme (ikke æggehvide, som det gerne anføres) udrørt i eddike; bindemidlet kan for øvrigt være ret forskelligt, således anføres også gummi med honning og andet og harpiksopløsninger, de sidste gerne brugt til iblanding af farven, hvor den skal anvendes til lasur (jævnførAlfons von Pereira, Leitfaden für die Tempera-Malerei Stuttgart 1893). Som alt anført var tempera i brug, til det afløstes af olieteknikken, der frier for besværet med den hurtige optørring, tillader blanding af farver på palet og tavle, tilsteder en rigere nuancering af farven og først og fremmest giver mere malerisk dybde og kraft. Efter at have veget pladsen ved staffelimaleriet har temperateknikken dog stadig været i anvendelse ved dekorationsarbejder, ligesom den sikkert også er benyttet af kunstnerne i 16.—17. århundrede til undermaling i de billeder, der blev gjort færdige i olie. — I vore dage (1915-1930) er tempera igen kommet på mode; i udlandets udstillinger træffes hyppigt billeder udførte i denne teknik og i Danmark og Norge af og til, og i London dannedes 1901 et kunstnerselskab Society of Painters in Tempera, der ved udstillinger i stiftelsesåret og senere har søgt at bane vej for temperas genfødelse. (jævnfør The Studio XXIII og XXXV London 1901 og 1905). Hans Scherfig er et eksempel på en dansk maler, der benytter temperateknikken, både på plade og lærred.